# Parlamentswahl in Haiti 2015
Die Parlamentswahl in Haiti 2015 fand mit einem ersten Wahlgang am 9. August 2015 statt. Der zweite Wahlgang war für den 25. Oktober des Jahres geplant. Zwei Drittel der Mandate im Senat und die gesamte Abgeordnetenkammer waren neu zu besetzen.
Wegen Unregelmäßigkeiten bei dem ersten Wahlgang wurden in einigen Stimmbezirken die Ergebnisse für ungültig erklärt und Wiederholungswahlen angesetzt. Der zweite Wahlgang wurde deswegen auf den 9. Oktober 2016 verschoben. Wegen des Hurrikans Matthew wurde der Termin erneut, dieses Mal auf den 20. November 2016, verschoben.

## Hintergrund
Die Wahlen wurden verspätet abgehalten, da das Erdbeben von 2010 sie in dem verfassungsgemäß vorgesehenen Zeitrahmen unmöglich gemacht hatte.
Die Wahl zum Abgeordnetenhaus, die ursprünglich für den 26. Oktober 2014 angesetzt war, wurde um ein Jahr verschoben.
Die Senatswahl (zur Erneuerung eines Drittels, nämlich der im Jahr 2006 gewählten Senatoren) sollten Ende 2011 und dann im Mai 2012 stattfinden. Nach Ablauf dieses Datums werden die Sitze der betroffenen Senatoren für vakant erklärt. Die Mandate eines weiteren Drittels der Senatoren, die im Jahr 2009 gewählt worden waren, wurden im Januar 2013 um zwei Jahre verlängert. Die Neubesetzung von zwei Dritteln des Senats wurde gleichzeitig mit der Neuwahl der Abgeordnetenkammer vorgesehen.
Premierminister Laurent Lamothe trat am 14. Dezember 2014 zurück und wurde durch Evans Paul ersetzt. Angesichts der am 12. Januar 2015 ablaufenden Amtszeit der neu zu wählenden Parlamentarier einigte sich Ende Dezember des Jahres Präsident Martelly mit den Präsidenten der beiden Kammern des Parlaments darauf, die Amtszeiten bis zu Wahlen im April 2015 zu verlängern. Schließlich endete die Amtszeit der Abgeordnetenkammer und von zwei Dritteln der Senatoren ohne die Ratifizierung der Vereinbarung, wodurch das Parlament funktionsunfähig wurde. Der Präsident regierte fortan per Dekret.
Am 15. März 2015 wurden die Wahlen für den 9. August und den 25. Oktober des Jahres angesetzt.

## Wahlmodus

### Abgeordnetenkammer
Die Abgeordnetenkammer ist das Unterhaus des haitianischen Zweikammerparlaments. Es umfasst 119 Sitze, die für vier Jahre in direkter Wahl nach einem modifizierten Mehrheitswahlrecht mit zwei Wahlgängen in 119 Wahlkreisen besetzt werden. Um im ersten Wahlgang zu gewinnen, muss ein Kandidat die absolute Mehrheit oder einen Vorsprung von mindestens 25 Prozent der gültigen Stimmen vor dem nächsten Kandidaten haben. Andernfalls findet ein zweiter Wahlgang zwischen den beiden erstplatzierten Kandidaten statt, in dem der Kandidat mit den meisten Stimmen als gewählt gilt.

### Senat
Der Senat der Republik ist das Oberhaus des haitianischen Zweikammerparlaments. Er besteht aus 30 Sitzen, die für sechs Jahre in direkter Wahl besetzt werden und alle zwei Jahre zu einem Drittel erneuert werden. Jedes der zehn Departements des Landes verfügt über drei Sitze, von denen einer bei jeder Wahl neu besetzt wird, sodass alle zwei Jahre zehn Senatoren zu wählen sind.
Die Wahlen finden nach einem modifizierten Mehrheitswahlrecht mit zwei Wahlgängen statt. Um im ersten Wahlgang zu gewinnen, muss ein Kandidat die absolute Mehrheit oder einen Vorsprung von mindestens 25 Prozent der gültigen Stimmen auf den nächstplatzierten Kandidaten haben. Ist dies nicht der Fall, findet eine Stichwahl zwischen den beiden bestplatzierten Kandidaten statt, bei der der Kandidat mit den meisten Stimmen als gewählt gilt.

## Parteien und Bewegungen
| Bezeichnung | Anführer                  | Ausrichtung                                                                  | Ergebnis bei den letzten Wahlen (2006)                   |
| --- | ------------------------- | ---------------------------------------------------------------------------- | -------------------------------------------------------- |
| Wahlbündnis aus: INITE und der Ligue alternative pour le progrès et l'émancipation haïtienne (LAPEH; Alternative Liga für Fortschritt und Emanzipation Haitis) | Jude Célestin             | Liberalkonservativ, christdemokratisch (Mitte Rechts bis Rechts)             | 29,68 Prozent der Stimmen 35 Abgeordnete und 5 Senatoren |
| Rassemblement des démocrates nationaux progressistes(RDNP; (Sammlung der progressiven Nationaldemokraten)                                                      | Michel André              | Nationalkonservativ (Rechts)                                                 | 20,41 Prozent der Stimmen 11 Abgeordnete und 1 Senator   |
| Parti haïtien Tèt Kale (PHTK; Partei Haitis des kahlen Kopfes)                                                                                                 | Jovenel Moïse             | Sozialliberal (Mitte Links bis Links)                                        | 10,12 Prozent der Stimmen 10 Abgeordnete und 1 Senator   |
| Haïti en action (Haiti in Aktion) | Youri Latortue            | Nationalistisch (extreme Rechte)                                             | 7,71 Prozent der Stimmen 8 Abgeordnete und 1 Senator     |
| Organisation du peuple en lutte (OPL; Organisation des kämpfenden Volkes)                                                                                      | Andris Riché              | Sozialdemokratisch, Neoliberal Mitte bis Mitte Links)                        | 6,81 Prozent der Stimmen 7 Abgeordnete und 1 Senator     |
| Union nationale chrétienne pour la reconstruction d'Haïti (UNCRH; Nationale Christliche Union für den Wiederaufbau Haitis)                                     | Charles-Henri Baker       | Nationalistisch, Populistisch (Rechts bis Rechtsextrem)                      | 5,24 Prozent der Stimmen 4 Abgeordnete und 1 Senator     |
| Fanmi Lavalas | Maryse Narcisse           | Liberal, Volksdemokratisch (Mitte Rechts)                                    | 4,23 Prozent der Stimmen 3 Abgeordnete und 1 Senator     |
| Renmen Ayiti (Liebe zu Haiti) | Jean-Henry Céant          | Zentralistisch, Sozialdemokratisch                                           | 3,34 Prozent der Stimmen 3 Abgeordnete                   |
| Platfom Pitit Desalin (PPD; Plattform Kind des Dessalines) | Jean-Charles Moïse        | Antikapitalistisch, Sozialistisch, Linkspopulistisch (Links bis Linksextrem) | erstmals kandidiert                                      |
| Parti fusion des sociaux-démocrates haïtiens (PFSDH; Zusammenschluss der haitianischen Sozialdemokraten)                                                       | Edmonde Supplice Beauzile | Sozialdemokratisch bis Sozialistisch (Mitte Links bis Links)                 | erstmals kandidiert                                      |

## Ergebnis
Von den 5.871.450 registrierten Wählern gaben 1.046.516 ihre Stimme ab, was einer Quote von knapp 18 Prozent Wahlbeteiligung entsprach.
Bei den Wahlen errang die von Präsident Martelly geschaffene Partei PHTK, von Jovenel Moïse geführt, einen deutlichen Sieg.

### Wahlergebnis zur Abgeordnetenkammer
- PHTK: 31 Sitze
- INITE - LAPEH: 21 Sitze
- Haïti en action: 11 Sitze
- OPL: 9 Sitze
- RDNP: 8 Sitze
- Fanmi Lavalas: 8 Sitze
- PFSDH: 4 Sitze
- Renmen Ayiti: 3 Sitze
- UNCRH: 2 Sitze
- Platfom Pitit Desalin: 2 Sitze
- andere: 20 Sitze

Somit waren alle 119 Sitze der Kammer neu besetzt.

### Wahlergebnis Senat
- PHTK: 5 Sitze
- INITE - LAPEH: 4 Sitze
- Haïti en action: 2 Sitze
- OPL: 1 Sitz
- RNDP: 1 Sitz
- Fanmi Lavalas: 1 Sitz
- UNCRH: 1 Sitz
- Platfom Pitit Desalin: 1 Sitz
- andere: 4 Sitze

Somit waren die 20 neu zu wählenden Senatoren bestimmt.

## Folgen
Nach dem Ende der Amtszeit von Präsident Martelly wurde Jocelerme Privert am 14. Februar 2016 vom Senat und der Abgeordnetenkammer, die zur Nationalversammlung zusammentraten, zum provisorischen Präsidenten der Republik gewählt. Am 25. Februar 2016 ernannte er Fritz Jean zum Premierminister. Am 22. März 2016, nachdem das Parlament die Regierung von Jean abgelehnt hatte, ernannte er Enex Jean-Charles zu dessen Nachfolger.
Ein zweiter Nachwahlgang für sechs Senatssitze und 24 Abgeordnetensitze, deren Ergebnisse für ungültig erklärt wurden, wurde für den 5. Oktober 2016 angesetzt und nach dem Hurrikan Matthew verschoben. Er fand schließlich am 20. November 2016 statt, zeitgleich mit den haitianischen Präsidentschaftswahlen im November 2016 und der ersten Runde der haitianischen Senatswahlen 2016/2017.
Jovenel Moïse wurde im November 2016 zum Präsidenten gewählt und am 7. Februar 2017 in sein Amt eingeführt. Am 22. Februar 2017 ernannte er Jack Guy Lafontant zum Premierminister.